# Ernst Diesen

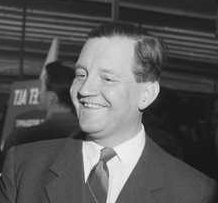
Ernst Diesen, 1963.

Ernst Diesen född 6 april 1913, död 14 november 1970, var en norsk skådespelare. Han var gift med Kari Diesen och far till skådespelaren Andreas Diesen och Kari Diesen.
Diesen studerade drama i Berlin på Max Reinhardts teaterskola 1933–1934. Efter att han återvändt till Norge engagerades han vid för Chat Noir där han bildade ett komikerpar ihop med Leif Juster.

## Filmografi (urval)
- 1938 – Bør Børson jr.
- 1940 – Tørres Snørtevold
- 1941 – Hansen og Hansen
- 1941 – Den forsvundne pølsemaker
- 1942 – Det æ'kke te å tru
- 1946 – Et spøkelse forelsker seg
- 1957 – Smuglere i smoking
- 1957 – Peter van Heeren
- 1958 – Bustenskjold
- 1961 – Oss atomforskere imellom
- 1962 – Sønner av Norge kjøper bil
- 1964 – Pappa tar gull